# Бадуненко Сергій Іванович
Сергі́й Іва́нович Бадуне́нко (нар. 15 січня 1988, с. Охрамієвичі, Корюківський район, Чернігівська область, Українська РСР — 30 квітня 2015, с. Новогригорівка, Волноваський район, Донецька область, Україна) — солдат Збройних сил України, учасник російсько-української війни.

## Життєвий шлях
Народився 1988 року в селі Охрамієвичі на Чернігівщині. 2005 року закінчив 11 класів Охрамієвицької загальноосвітньої школи. Здобув професію слюсаря-ремонтника у Чернігівському ПТУ № 1. 2007 року проходив строкову військову службу в смт Десна.
Протягом 2008—2014 працював на заробітках в Автономній Республіці Крим, різноробом. Після окупації Криму російськими військами туди вже не повертався, збирався їхати на заробітки до Польщі, вже оформив документи, але отримав повістку і пішов до війська — одним із перших з Корюківського району.
У зв'язку з російською збройною агресією проти України 2 вересня 2014 призваний за частковою мобілізацією.
Солдат, водій-електрик, стрілець 2-ї роти 41-го окремого мотопіхотного батальйону «Чернігів-2» 1-ї окремої танкової бригади, в/ч польова пошта В3137.
30 квітня 2015-го, під час розвідки в районі села Старогнатівка Волноваського району, військовики батальйону підірвалися на протипіхотній міні з «розтяжкою» поблизу села Новогригорівка, що входить до Старогнатівської сільської ради. Внаслідок вибуху від осколкових поранень загинули двоє бійців — старший солдат Іван Сорока і солдат Сергій Бадуненко.
Похований 4 травня на кладовищі рідного села Охрамієвичі.
Батько Сергія помер багато років тому. Залишились мати Валентина Летута, три сестри та вітчим.

## Нагороди та вшанування
- Орден «За мужність» — за особисту мужність і високий професіоналізм, виявлені у захисті державного суверенітету та територіальної цілісності України, вірність військовій присязі (20.07.2016, посмертно)[6].
- Відзнака Президента України «За участь в антитерористичній операції» (посмертно)[7].

## Вшанування пам'яті
- 23 серпня 2015 в райцентрі Корюківка у Парку Пам'яті було відкрито меморіальний знак на честь загиблих воїнів-захисників з Корюківщини, серед яких й ім'я Сергія Бадуненка[8].
- 29 квітня 2016 в селі Охрамієвичі відкрито пам'ятну дошку земляку Сергію Бадуненку[9].